# Belža
Belža (v minulosti Stredná-, Šándorova- a Vyšná Belža, maďarsky Sziget-, Sándor-, Kápolnabölzse, spoločne Bölzse) je obec na Slovensku v okrese Košice-okolí. První písemná zmínka o obci pochází z roku 1232. Žije zde 442 obyvatel.